# 一年草 (曲)
「一年草」（いちねんそう）は1976年2月10日発売の研ナオコの10枚目のシングル。キャニオン・レコードから発売された。規格品番：A-293。

## 解説
- 作詞は阿木燿子、作曲は宇崎竜童、編曲は竜崎孝路による。
- ヒット曲となった『愚図』に次いで制作された。
- 本作発売から32年後のアルバム『LOVE LIFE LIVE 弥生』でセルフカバーされた。オリジナルはハ短調だが、『弥生』では変ロ短調に編曲され唄われている。
- B面曲『馬車道』は、横浜・馬車道が舞台となっている。横浜〜花園橋〜紅葉坂〜桜木町〜馬車道を巡る春の日の心境風景が描かれている。変ロ短調である。
- ジャケットのデザインは、増田定之[1]。
- オリジナル7インチシングル盤歌詞カードには詩と共に『一年草』のメロディー譜、一年草に関する解説が印刷されている[1]。

## 収録曲
※全作詞：阿木燿子／作曲：宇崎竜童／編曲：竜崎孝路
1. 一年草（4分12秒）
2. 馬車道（4分20秒）

## スタッフ
- 制作担当：鈴木亮一
- A.D.：古田泰穂
- 録音：佐藤和弥